# Prix Louis Jariel
Prix Louis Jariel är ett travlopp för 5-åriga varmblodiga hingstar som körs på Vincennesbanan utanför Paris i Frankrike varje år. Det går av stapeln juni. Det är ett Grupp 2-lopp, det vill säga ett lopp av näst högsta internationella klass. Loppet körs över distansen 2175 meter. Förstapris är 54 000 euro, vilket gör loppet till ett av de större femåringsloppen i Frankrike.

## Vinnare
| År   | Häst               | Efter             | Kusk                    | Tränare                 | Distans | Tid    |
| ---- | ------------------ | ----------------- | ----------------------- | ----------------------- | ------- | ------ |
| 2025 | Keep Going         | Follow You        | Mathieu Mottier         | Mathieu Mottier         | 2 175 m | 1'09"6 |
| 2024 | Justin Bold        | Bold Eagle        | Yoann Lebourgeois       | Jean Rémi Delliaux      | 2 175 m | 1'11"9 |
| 2023 | Idao de Tillard    | Severino          | Clément Duvaldestin     | Thierry Duvaldestin     | 2 175 m | 1'10"9 |
| 2022 | Hohneck            | Royal Dream       | François Lagadeuc       | Philippe Allaire        | 2 175 m | 1'10"9 |
| 2021 | Ganay de Banville  | Jasmin de Flore   | Jean-Michel Bazire      | Jean-Michel Bazire      | 2 175 m | 1'10"7 |
| 2020 | Feliciano          | Ready Cash        | David Thomain           | Philippe Allaire        | 2 225 m | 1'12"3 |
| 2019 | Eugenito du Noyer  | Saxo de Vandel    | Éric Raffin             | Jean-Michel Baudoin     | 2 175 m | 1'10"4 |
| 2018 | Détroit Castelets  | Néoh Jiel         | Matthieu Abrivard       | Jean-Luc Dersoir        | 2 175 m | 1'10"6 |
| 2017 | Carat Williams     | Prodigious        | David Thomain           | Sébastien Guarato       | 2 175 m | 1'11"1 |
| 2016 | Bold Eagle         | Ready Cash        | Franck Nivard           | Sébastien Guarato       | 2 175 m | 1'10"8 |
| 2015 | Ave Avis           | Kesaco Phedo      | Jean-Michel Bazire      | Jean-Michel Bazire      | 2 175 m | 1'11"3 |
| 2014 | Very Nice Marceaux | Jag de Bellouet   | Pierre Vercruysse       | Gregory Laurent         | 2 175 m | 1'10"9 |
| 2013 | Up and Quick       | Buvetier d'Aunou  | Franck Nivard           | Franck Leblanc          | 2 175 m | 1'11"8 |
| 2012 | Texas Charm        | Cygnus d'Odyssée  | Julien Dubois           | Philippe Moulin         | 2 175 m | 1'10"5 |
| 2011 | Sancho du Glay     | First de Retz     | Éric Raffin             | Sébastien Guarato       | 2 175 m | 1'11"3 |
| 2010 | Réal de Lou        | Jag de Bellouet   | Laurent-Claude Abrivard | Laurent-Claude Abrivard | 2 175 m | 1'11"3 |
| 2009 | Quinoa du Gers     | Ganymède          | Jean-Michel Bazire      | Jean-Michel Bazire      | 2 175 m | 1'10"9 |
| 2008 | Premiere Steed     | Workaholic        | Jean-Michel Bazire      | Fabrice Souloy          | 2 175 m | 1'12"3 |
| 2007 | Orlando Sport      | Hand du Vivier    | Laurent Gout            | Laurent Gout            | 2 175 m | 1'12"2 |
| 2006 | Nuage de Lait      | Défi d'Aunou      | Jean-Étienne Dubois     | Jean-Étienne Dubois     | 2 175 m | 1'11"6 |
| 2005 | Mara Bourbon       | And Arifant       | Jean-Pierre Dubois      | Jean-Pierre Dubois      | 2 175 m | 1'11"9 |
| 2004 | Love You           | Coktail Jet       | Jean-Pierre Dubois      | Jean-Pierre Dubois      | 2 175 m | 1'13"5 |
| 2003 | Krac Spécial       | Cezio Josselyn    | Ulf Nordin              | Ulf Nordin              | 2 175 m | 1'12"1 |
| 2002 | Jam Pridem         | Coktail Jet       | Jean-Étienne Dubois     | Jean-Étienne Dubois     | 2 175 m | 1'13"1 |
| 2001 | Insert Gédé        | Jet du Vivier     | Yves Dreux              | Jean-Luc Bigeon         | 2 175 m | 1'13"3 |
| 2000 | Hermès de Péricard | Workaholic        | Alain Laurent           | Alain Laurent           | 2 175 m | 1'13"4 |
| 1999 | Gai d'Hautmonière  | Nicos du Vivier   | Jean-Michel Bazire      | Jean-Michel Bazire      | 2 175 m | 1'12"2 |
| 1998 | Fabuleuse Véa      | Moktar            | Jos Verbeeck            | Jean-Luc Dersoir        | 2 700 m | 1'16"7 |
| 1997 | Écho               | Quorest du Vivier | Jean-Étienne Dubois     | Jean-Étienne Dubois     | 2 700 m | 1'15"2 |
| 1996 | Défi d'Aunou       | Armbro Goal       | Jean-Étienne Dubois     | Jean-Étienne Dubois     | 2 725 m | 1'16"5 |
| 1995 | Canada             | Bellouet          | Guy Verva               | Philippe Verva          | 2 700 m | 1'16"3 |
| 1994 | Blue Eyes America  | Fakir du Vivier   | Joël Hallais            | Joël Hallais            | 2 700 m | 1'16"1 |
| 1993 | Arnaqueur          | Fakir du Vivier   | Karim Hawas             | Ali Hawas               | 2 825 m | 1'18"4 |
| 1992 | Vrai Lutin         | Lutin d'Isigny    | Jean-Pierre Viel        | Jean-Pierre Viel        | 2 650 m | 1'17"4 |
| 1991 | Unique James       | James Pile        | Bernard Oger            | Léopold Verroken        | 3 000 m | 1'18"3 |
| 1990 | Ténor de Baune     | Le Loir           | Jean-Baptiste Bossuet   | Jean-Baptiste Bossuet   | 3 025 m | 1'15"7 |
| 1989 | Sévigny            | Moktar            | Paul Viel               | Paul Viel               | 3 000 m | 1'19"9 |
| 1988 | Rose du Marquais   | Fakir du Vivier   | Jean-Claude Hallais     | Jean-Claude Hallais     | 3 000 m | 1'21"1 |
| 1987 | Quartz             | Granit            | Jean-Claude Hallais     | Jean-Claude Hallais     | 3 000 m | 1'19"6 |
| 1986 | Pan de la Vaudère  | Ruy Blas Mall:IV  | Jean-Claude Hallais     | Louis Decaudin          | 2 975 m | 1'19"9 |
| 1985 | Oligo              | Ersin             | Joël Hallais            | Joël Hallais            | 3 025 m | 1'17"7 |
| 1984 | Navo               | Paléo             | Jean-Claude Hallais     | Roger Baudron           | 2 750 m | 1'17"3 |
| 1983 | Mon Tourbillon     | Amyot             | Jean-Pierre Viel        | Jean-Pierre Viel        | 2 775 m | 1'18"4 |
| 1982 | Lançon             | Toledo Mall:II    | Ali Hawas               | Ali Hawas               | 2 775 m | 1'17"2 |
| 1981 | Katinka            | Kerjacques        | Jean-René Gougeon       | Jean-René Gougeon       | 2 600 m | 1'19"5 |